# Vinny Magalhães
Vinicius de Magalhães (ur. 2 lipca 1984 w Rio de Janeiro) – brazylijski zawodnik submission fightingu, brazylijskiego jiu-jitsu oraz mieszanych sztuk walki, mistrz świata ADCC w submission fightingu z 2011 oraz czterokrotny mistrz świata IBJJF w brazylijskim jiu-jitsu. Posiadacz czarnego pasa w bjj (II dan). Jako zawodnik MMA mistrz M-1 Global w wadze półciężkiej z 2011 oraz finalista reality show The Ultimate Fighter z 2008.

## Kariera sportowa
Magalhães jest wielokrotnym medalistą Mistrzostw Świata federacji ADCC oraz IBJJF. W tej pierwszej trzykrotnie zdobywał brązowy medal (2009, 2015) oraz raz złoto (2011) w kategoriach 99 kg. Do najważniejszych sukcesów na mundialach IBJJF można zaliczyć m.in. czterokrotne zdobycie złota (2002, 2005, 2007), raz srebra (2001) oraz trzykrotnie brązu (2000, 2003, 2007) w kategoriach ciężkiej i superciężkiej. W 2005 został promowany na czarny pas przez swoich trenerów Roylera Gracie oraz Viniciusa Aietę.

## MMA
W MMA zadebiutował 11 listopada 2006 w walce z Chrisem Larkinem lecz ich pojedynek został uznany za nierozstrzygnięty gdyż obaj zawodnicy wypadli z klatki i nie byli w stanie kontynuować pojedynku. W 2008 wziął udział w reality show The Ultimate Fighter w którym doszedł do finalu gdzie przegrał w nim z Ryanem Baderem. W latach 2010–2011 był związany z rosyjską organizacją M-1 Global w której był mistrzem w wadze półciężkiej. Po odejściu z M-1 podpisał kontrakt z Ultimate Fighting Championship. Z UFC był związany od 2012 do 2013 uzyskując bilans 1-2 (wygrana nad Igorem Pokrajacem i przegrane z Philem Davisem i Anthonym Peroshem. 26 września 2014 zdobył mistrzostwo organizacji Titan FC w wadze półciężkiej. Od 2015 do 2017 był zawodnikiem World Series of Fighting tocząc m.in. przegrany pojedynek o mistrzostwo tejże organizacji z Davidem Branchem (7 października 2016).
1 lipca 2017 przegrał jednogłośnie na punkty z Polakiem Karolem Celińskim na gali ACB 63 w Gdańsku.

## Osiągnięcia
Mieszane sztuki walki:
- 2008: finalista The Ultimate Fighter w wadze półciężkiej (-93 kg)
- 2011: mistrz M-1 Global w wadze półciężkiej
- 2014: mistrz Titan FC w wadze półciężkiej

Submission fighting (ważniejsze):
- Mistrzostwa Świata IBJJF:
  - 2000: 3. miejsce w kat. średniej
  - 2001: 2. miejsce w kat. absolutnej
  - 2002: 1. miejsce w kat. ciężkiej
  - 2003: 3. miejsce w kat. absolutnej
  - 2005: 1. miejsce w kat. superciężkiej
  - 2005: 1. miejsce w kat. absolutnej
  - 2007: 1. miejsce w kat. superciężkiej
  - 2007: 3. miejsce w kat. absolutnej
- Abu Dhabi Combat Club:
  - 2009: 3. miejsce w kat. 99 kg
  - 2009: 3. miejsce w kat. absolutnej
  - 2011: 1. miejsce w kat. +99 kg
  - 2015: 3. miejsce w kat. +99 kg